# ريمس شمبانيا
ريمس شمبانيا (بالفرنسية: Reims Champagne)‏ هو فريق كرة سلة فرنسي تأسس في 2010 يقع في ريمس. يلعب في الدوري الفرنسي لكرة السلة الدرجة الأولى.

## وصلات خارجية
- الموقع الإلكتروني